# Marcus Gilmore

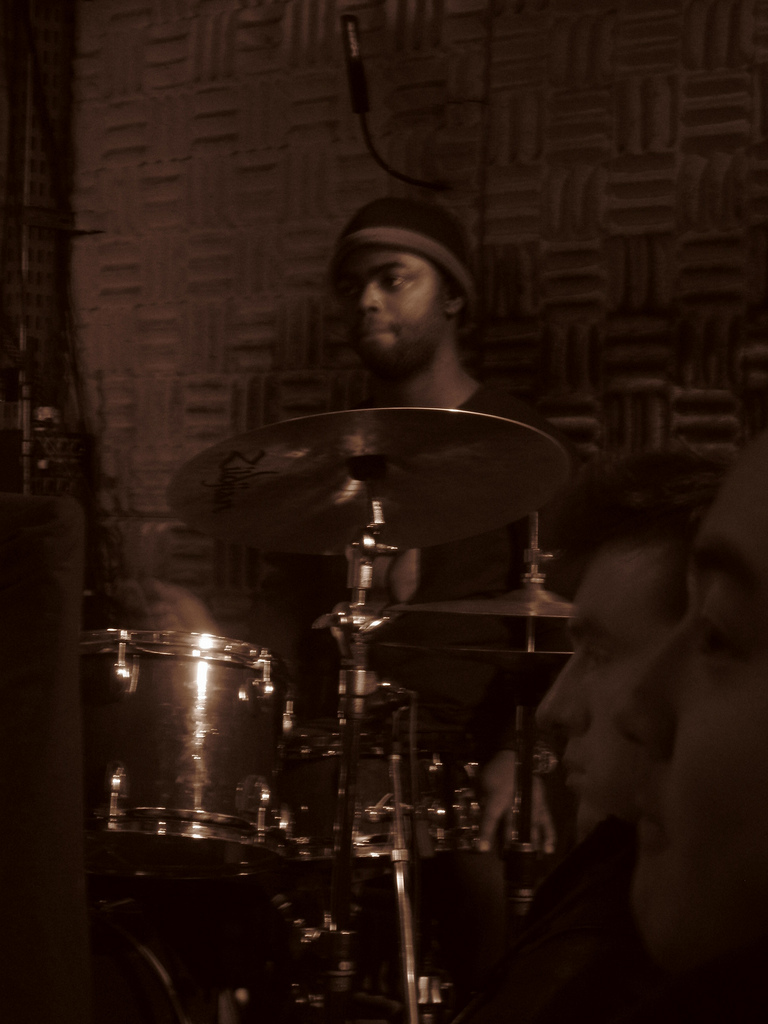
Marcus Gilmore (2009)

Marcus Gilmore (* 10. Oktober´1986 in New York City) ist ein US-amerikanischer Jazz-Schlagzeuger.

## Leben und Wirken
Gilmore ist der Enkel des Schlagzeugers Roy Haynes, der ihm ersten Unterricht gab, dem Zehnjährigen das erste Schlagzeug schenkte und ihm 2002 im Birdland (New York) einen Solo-Auftritt nach dem Auftritt seiner Fountain of Youth Band verschaffte. Gilmore wuchs in Hollis, Queens, auf. Er studierte an der LaGuardia High School of Music & Art and Performing Arts in Manhattan und besuchte Kurse an der Juilliard School und der Manhattan School of Music. Außerdem erhielt er mit fünfzehn Jahren Unterricht von Steve Coleman, in dessen Bands Gilmore über die Jahre immer wieder spielt. Seit 2004/05 spielt er professionell, unter anderem mit Kenny Garrett, Gonzalo Rubalcaba, Nicholas Payton, Ambrose Akinmusire, Yosvany Terry, Ravi Coltrane, John Clayton, Branford Marsalis, Wycliffe Gordon, Roy Hargrove sowie mit den Veteranen Clark Terry, Jimmy Heath und Ray Barretto, und den Jazzvokalisten Cassandra Wilson und Gretchen Parlato.   
2012 gewann er den Kritiker-Poll von Down Beat in der Kategorie Rising Star für Schlagzeug. Im selben Jahr wurde das Vijay Iyer Trio, dem er angehört, Jazzband des Jahres und erhielt für Accelerando – wie schon für ihr Debüt Historicity von 2009 – den Preis des Jazz-Albums des Jahres.
Er spielte im Trio mit Chick Corea und Stanley Clarke, tourte mit Corea und nahm mit ihm auf (unter anderem das Konzert für Jazz-Quintett und Kammerorchester von 2012, The Continents). Zu hören ist er auch auf Mark Turners ECM-Album Lathe of Heaven (2014), auf Kris Davis’ Album Duopoly (2016), Patricia Brennans More Touch und Breaking Stretch (2024), auf Brandee Youngers Somewhere Different (2021), Sasha Berliners Onyx (2022) und Gilad Hekselmans Downhill from Here (2025). 2018 gehörte er dem Vijay Iyer Sextet an; 2025 legte er das Album Journey to the New: Live at the Village Vanguard vor.